# Canton de Pornic
Le canton de Pornic est une circonscription électorale française, située dans le département de la Loire-Atlantique (région Pays de la Loire).
À la suite du redécoupage cantonal de 2014, les limites territoriales du canton sont remaniées. Le nombre de communes du canton passe de 5 à 8.

## Histoire
- De 1833 à 1848, les cantons de Pornic et de Saint-Père-en-Retz avaient le même conseiller général. Le nombre de conseillers généraux était limité à 30 par département[5].

- Par décret du 25 février 2014, le nombre de cantons du département est divisé par deux, avec mise en application aux élections départementales de mars 2015. Le canton de Pornic est conservé et s'agrandit. Il passe de 5 à 8 communes[4].

## Représentation

### Conseillers d'arrondissement (de 1833 à 1940)
Le canton de Pornic avait deux conseillers d'arrondissement.
Il appartenait à l'arrondissement de Paimbœuf jusqu'en 1926.
| Période                                  | Période | Identité                     | Étiquette       | Qualité |
| ---------------------------------------- | ------- | ---------------------------- | --------------- | --- |
| 1833                                     | 1848    | Louis Jaunet                 |                 | Négociant à Pornic                                                                                          |
| 1833                                     | 1836    | M. Raimbaud                  |                 | Propriétaire, conseiller municipal de La Plaine-sur-Mer                                                     |
| 1836                                     | 1842    | Julien Guichet (1780-1843)   |                 | Capitaine au long cours, maire de Frossay puis de Pornic                                                    |
| 1842                                     | 1848    | M. Raimbaud                  |                 | Propriétaire, conseiller municipal de La Plaine-sur-Mer                                                     |
|                                          |         |                              |                 | |
| 1895                                     | 1919    | Antoine Laraison (1855-1949) | Républicain     | Minotier, maire de Pornic                                                                                   |
| 1895                                     | 1919    | M. Porcher                   | Républicain     | |
|                                          |         |                              |                 | |
| 1931                                     | 1940    | M. Merson                    | URD             | Conseiller municipal de Pornic                                                                              |
| 1937                                     | 1940    | Robert Gatellier             | Union nationale | Maire de Sainte-Marie-sur-Mer                                                                               |
| 1940                                     |         |                              |                 | Les conseils d'arrondissement ont été suspendus par la loi du 12 octobre 1940 et n'ont jamais été réactivés |
| Les données manquantes sont à compléter. |         |                              |                 | |

### Conseillers généraux de 1833 à 2015
| Période | Période          | Identité                             | Étiquette                      | Qualité |
| ------- | ---------------- | ------------------------------------ | ------------------------------ | --- |
| 1833    | 1835 (démission) | Eugène Aubinais (1800-1848)          |                                | Médecin Maire de Saint-Père-en-Retz (1832-1837, 1848) |
| 1835    | 1839             | Pierre-Joseph Maës                   | Centre gauche                  | Négociant à Nantes Député (1830-1831 et 1834-1837) |
| 1839    | 1845             | M. Guillon                           |                                | Propriétaire, notaire, ancien maire de Pornic |
| 1845    | 1848             | Théodore Constant Leray (1795-1849)  |                                | Contre-amiral, propriétaire à Saint-Père-en-Retz Député (1836-1837, 1841-1846)                                                                                     |
| 1848    | 1852             | Jacques Constant Benoist (1794-1866) | Gauche                         | Médecin à Pornic Député (1839-1842) |
| 1852    | 1871             | Pierre Honoré Aubinais               |                                | Docteur en médecine à Nantes |
| 1871    | 1880             | Joseph Rousse                        | Républicain                    | Poète, anthologiste, historien, Le Croisic |
| 1880    | 1886             | Michel Chollet                       | Républicain                    | Maire de Pornic |
| 1886    | 1908 (décès)     | Jules Galot                          | Conservateur                   | Armateur et négociant, vérificateur au Ministère de la Marine et des Colonies Maire des Moutiers-en-Retz puis Maire de Sainte-Marie-près-Pornic Député (1898-1906) |
| 1908    | 1919             | Pierre Maurice Galot                 | Conservateur                   | Maire de Sainte-Marie-près-Pornic |
| 1919    | 1932             | Léon Hamelle                         |                                | Propriétaire à Paris et à Blois Maire de Préfailles (1908-1932) |
| 1932    | 1940             | Pierre Fleury                        | Rad.ind.                       | Pharmacien Maire de Clion-sur-Mer (1925-1964) |
|         |                  |                                      |                                | |
| 1945    | 1967             | Pierre Fleury                        | Rad.ind.-RPF puis ARS puis DVD | Pharmacien Maire du Clion-sur-Mer (1925-1964) Sénateur (1948-1955)                                                                                                 |
| 1967    | 1975 (décès)     | Jean Courot (1906-1975)              | RI puis DVD                    | Notaire Maire de Pornic (1971-1973) |
| 1976    | 1998             | Michel Guisseau                      | DVD                            | Commerçant Maire de La Plaine-sur-Mer (1953-1973 et 1989-1995) |
| 1998    | 2007 (démission) | Philippe Boënnec                     | RPR puis UMP                   | Médecin Maire de Pornic (1993-2014) Président de la Communauté de communes de Pornic (2002-2014) Député (2007-2012)                                                |
| 2007    | 2015             | Patrick Girard                       | UMP                            | Chef d'entreprise Maire de Saint-Michel-Chef-Chef (1995-2008) |

### Conseillers départementaux à partir de 2015
| Période élective | Période élective | Mandat | Mandat   | Identité               | Nuance | Nuance | Qualité                                                       |
| ---------------- | ---------------- | ------ | -------- | ---------------------- | ------ | ------ | ------------------------------------------------------------- |
| 2015             | 2021             | 2015   | 2021     | Patrick Girard         |        | LR     | Enseignant Ancien maire de Saint-Michel-Chef-Chef (1995-2008) |
| 2015             | 2021             | 2015   | 2021     | Christiane Van Goethem |        | LR     | Gérante de société, adjointe au maire de Pornic               |
| 2021             | 2028             | 2021   | en cours | Pierre Martin          |        | DVD    | Directeur de maison de retraite Maire de Chauvé (depuis 2014) |
| 2021             | 2028             | 2021   | en cours | Christiane Van Goethem |        | LR     | Gérante de société, adjointe au maire de Pornic               |

### Résultats détaillés

#### Élections de mars 2015
À l'issue du 1er tour des élections départementales de 2015, deux binômes sont en ballottage : Patrick Girard et Christiane Van Goethem (Union de la Droite, 42,16 %) et Alain Breuil et Barbara Lussaud (FN, 21,02 %). Le taux de participation est de 53,45 % (16 082 votants sur 30 088 inscrits) contre 50,7 % au niveau départemental et 50,17 % au niveau national.
Au second tour, Patrick Girard et Christiane Van Goethem (Union de la Droite) sont élus avec 74,3 % des suffrages exprimés et un taux de participation de 52,6 % (10 305 voix pour 15 824 votants et 30 086 inscrits).

#### Élections de juin 2021
Le premier tour des élections départementales de 2021 est marqué par un très faible taux de participation (33,26 % au niveau national). Dans le canton de Pornic, ce taux de participation est de 33,9 % (11 793 votants sur 34 789 inscrits) contre 31,09 % au niveau départemental. À l'issue de ce premier tour, deux binômes sont en ballottage : Pierre Martin et Christiane Van Goethem (DVD, 48,89 %) et Céline Boursier et Antoine Hubert (DVC, 27,79 %).
Le second tour des élections est marqué une nouvelle fois par une abstention massive équivalente au premier tour. Les taux de participation sont de 34,36 % au niveau national, 32,4 % dans le département et 34,4 % dans le canton de Pornic. Pierre Martin et Christiane Van Goethem (DVD) sont élus avec 62,43 % des suffrages exprimés (7 002 voix pour 11 967 votants et 34 788 inscrits),,. 

## Composition

### Composition avant 2015

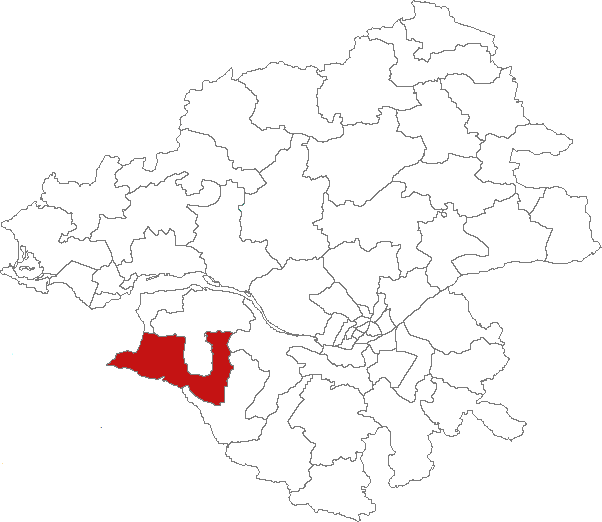
Situation du canton de Pornic dans le département de la Loire-Atlantique avant 2015.

Le canton regroupait cinq communes.
| Nom                    | Code Insee | Codepostal | Superficie (km2) | Population (dernière pop. légale) | Densité (hab./km2) |
| ---------------------- | ---------- | ---------- | ---------------- | --------------------------------- | ------------------ |
| Pornic (chef-lieu)     | 44131      | 44210      | 94,18            | 13 937 (2012)                     | 148                |
| Arthon-en-Retz         | 44005      | 44320      | 39,24            | 3 986 (2012)                      | 102                |
| La Plaine-sur-Mer      | 44126      | 44770      | 16,39            | 3 929 (2012)                      | 240                |
| Préfailles             | 44136      | 44770      | 4,88             | 1 236 (2012)                      | 253                |
| Saint-Michel-Chef-Chef | 44182      | 44730      | 25,12            | 4 503 (2012)                      | 179                |

### Composition depuis 2015
Lors du redécoupage de 2014, le canton de Pornic comprenait huit communes entières.
À la suite de la création de la commune nouvelle de Chaumes-en-Retz au 1er janvier 2016, le canton comprend sept communes entières et une fraction correspondant à la commune déléguée d'Arthon-en-Retz.
| Nom                            | Code Insee | Intercommunalité             | Superficie (km2) | Population (dernière pop. légale)              | Densité (hab./km2) | Modifier                                    |
| ------------------------------ | ---------- | ---------------------------- | ---------------- | ---------------------------------------------- | ------------------ | ------------------------------------------- |
| Pornic (bureau centralisateur) | 44131      | CA Pornic Agglo Pays de Retz | 94,18            | 18 382 (2022)                                  | 195                | modifier les données · modifier les données |
| La Bernerie-en-Retz            | 44012      | CA Pornic Agglo Pays de Retz | 6,09             | 3 523 (2022)                                   | 578                | modifier les données · modifier les données |
| Chaumes-en-Retz                | 44005      | CA Pornic Agglo Pays de Retz | 76,55            | Fraction : 4 497 (2022) Commune : 7 288 (2022) | 95                 | modifier les données · modifier les données |
| Chauvé                         | 44038      | CA Pornic Agglo Pays de Retz | 40,98            | 3 035 (2022)                                   | 74                 | modifier les données · modifier les données |
| Les Moutiers-en-Retz           | 44106      | CA Pornic Agglo Pays de Retz | 9,58             | 1 846 (2022)                                   | 193                | modifier les données · modifier les données |
| La Plaine-sur-Mer              | 44126      | CA Pornic Agglo Pays de Retz | 16,39            | 4 617 (2022)                                   | 282                | modifier les données · modifier les données |
| Préfailles                     | 44136      | CA Pornic Agglo Pays de Retz | 4,88             | 1 246 (2022)                                   | 255                | modifier les données · modifier les données |
| Saint-Michel-Chef-Chef         | 44182      | CA Pornic Agglo Pays de Retz | 25,12            | 5 520 (2022)                                   | 220                | modifier les données · modifier les données |
| Canton de Pornic               | 4420       |                              |                  | 42 666 (2022)                                  |                    | modifier les données                        |

## Démographie

### Démographie avant 2015
| 1962   | 1968   | 1975   | 1982   | 1990   | 1999   | 2006   | 2007   | 2008   |
| ------ | ------ | ------ | ------ | ------ | ------ | ------ | ------ | ------ |
| 13 268 | 13 994 | 14 959 | 16 153 | 17 760 | 21 305 | 25 680 | 26 321 | 26 804 |

| 2009   | 2010   | 2011   | 2012   | - | - | - | - | - |
| ------ | ------ | ------ | ------ | - | - | - | - | - |
| 27 155 | 27 388 | 27 799 | 27 591 | - | - | - | - | - |

### Démographie depuis 2015
En 2022, le canton comptait 42 666 habitants, en évolution de +17,33 % par rapport à 2016 (Loire-Atlantique : +6,68 %, France hors Mayotte : +2,11 %).
| 2013   | 2018   | 2022   |
| ------ | ------ | ------ |
| 34 787 | 38 178 | 42 666 |